# Chozas de Abajo
Chozas de Abajo – gmina w Hiszpanii, w prowincji León, w Kastylii i León, o powierzchni 100,38 km². W 2011 roku gmina liczyła 2415 mieszkańców.